# 貝富塔卡
23°49′30″S 46°58′44″E / 23.82500°S 46.97889°E
貝富塔卡，是馬達加斯加的城鎮，位於該國東南部，由阿齊莫-阿齊那那那區負責管轄，是南貝富塔卡區的首府，距離萬加因德拉努134公里，海拔高度779米，2001年人口6,182。